# 陳文華 (音樂人)
陳文華（Boon Wah Tan，1975年10月21日—），新加坡音樂創作人，新加坡國立大學法學學士，是歌曲《刻在我心底的名字》作词作曲者之一，該歌曲曾獲得第57屆金馬獎最佳電影电影原创歌曲以及第32届金曲奖年度歌曲。

## 生平
陳文華求學時期就讀華僑中學，於大學正式開始了音樂創作，他賣出的第一首歌是周蕙的《不想讓你知道》。此後他創作的歌曲還包括蔡健雅《原點》、孫燕姿《愛情字典》、蔡依林《我要的選擇》、張惠妹《海闊天空》等。
2020年，陳文華創作了電影《刻在你心底的名字》的主題曲《刻在我心底的名字》，而主題曲《刻在我心底的名字》獲得各大排行榜冠軍。《刻在我心底的名字》也獲得第57屆金馬獎最佳電影原創歌曲以及第32屆金曲獎年度歌曲獎。事後歌曲曾一度捲入抄襲爭議，三位共同創作者和所屬華納音樂版權公司透過律師發布聲明，表達尊重各界意見，但強調歌曲為原創絕非抄襲。。
2021年，陳文華推出《長長久久》單曲，這是他在2020年去台北出席金馬獎頒獎禮時，於旅館隔離時完成的作品。歌詞為他的馬來西亞的朋友羅健明、編曲為新加坡音樂人吳慶隆創作。

## 個人生活
陳文華非全職音樂創作人，正職是艾倫格禧律師事務所（Allen & Gledhill）合夥人，他多是利用假日空閒時間來創作。2005年，他曾一度暫停寫歌。後來陳文華再度開始創作。

## 作品列表
| 歌手            | 作品                        |
| 蔡健雅          | 愛情的路、失憶症            |
| 孫燕姿          | 愛情字典                    |
| 蔡健雅 / 孫燕姿 | 原點                        |
| 張惠妹          | 海闊天空                    |
| 周蕙            | 不想讓你知道、Hold me tight |
| 張清芳          | 看花火                      |
| 盧廣仲          | 刻在我心底的名字            |
| 黃小琥          | Lonely Christmas            |
| 蕭亞軒          | 你看不見的地方              |
| 劉德華          | 未知數                      |
| 蔡依林          | 我要的選擇                  |
| 侯湘婷          | 心想飛                      |
| 何耀珊          | 安徒生                      |
| 關詩敏          | 不遠的親人                  |
| 張磊            | 後來你好嗎                  |
| wow 頭號人物    | I believe in love           |
| 郁可唯          | 假設                        |
| 盧學睿          | 離心力                      |
| 閻奕格          | 閻羅王                      |
| 韓甜甜          | 摘花人與花                  |
| 張玉華          | 愛的副作用                  |
| 許紹洋          | 愛情倒退                    |

## 獎項
| 年份 | 典禮                       | 獎項                    | 歌曲                 | 結果 |
| 2020 | 第57屆金馬獎               | 最佳電影原創歌曲        | 《刻在我心底的名字》 | 獲獎 |
| 2021 | 2020年度YAHOO!搜尋人氣大獎 | 人氣台灣電影歌曲        | 《刻在我心底的名字》 | 獲獎 |
| 2021 | 第2屆台灣影評人協會獎      | 特別表揚－ 原創電影歌曲 | 《刻在我心底的名字》 | 提名 |
| 2021 | 2021 Hito流行音樂獎        | Hito電影主題曲          | 《刻在我心底的名字》 | 獲獎 |
| 2021 | 第32屆金曲獎               | 年度歌曲獎              | 《刻在我心底的名字》 | 獲獎 |